# Elaphoglossum conforme
Elaphoglossum conforme là một loài thực vật có mạch trong họ Lomariopsidaceae. Loài này được (Sw.) Schott mô tả khoa học đầu tiên năm 1834.